# Lago Tahoe
Il lago Tahoe è un grande lago di acqua dolce delle montagne della Sierra Nevada negli Stati Uniti, situato nel confine tra la California e il Nevada; è il maggior lago a ovest della città di Carson City.
Il lago è famoso per la chiarezza delle sue acque e per il panorama delle montagne che lo circondano da tutti i lati. La zona, citata spesso come Tahoe, è nota come località sciistica e come centro ricreativo estivo.
Anticamente era abitata dalla tribù degli indiani Washoe e la prima esplorazione da parte di europei è avvenuta soltanto nel 1844, ma il vero sviluppo umano e soprattutto turistico della zona iniziò successivamente alla fine della seconda guerra mondiale.

## Geografia
Il lago Tahoe raggiunge una profondità massima di 501 metri, ed è secondo negli Stati Uniti solamente al lago Crater in Oregon, che tocca i 594 metri. Ha una lunghezza di circa 35 km ed è largo 19, possiede 116 km di costa e ha una superficie di circa 490 km2. La formazione del lago è databile intorno a due milioni di anni fa.

## Il lago come set cinematografico
Il lago ha fatto da sfondo ad alcune scene nel film Un posto al sole (1951), con Elizabeth Taylor e Montgomery Clift. Nel 1962 vennero girate alcune scene del film 20 chili di guai!... e una tonnellata di gioia di Norman Jewison con Tony Curtis e Suzanne Pleshette. Nel 1992 qui venne girato il film Guardia del corpo con Kevin Costner e Whitney Houston; nel 1995 vennero girate alcune scene del film Un furfante tra i boyscout di Greg Beeman; nel 1998 il film City of Angels - La città degli angeli con Nicolas Cage e Meg Ryan; nel 2001 è stato il set del film I segreti del lago di Scott Mcgehee e David Siegel. Viene anche utilizzato per girare un episodio della serie TV Life Unexpected nonché un episodio de La signora in giallo. Il primo episodio della nona stagione della serie TV Modern Family viene girato al largo di Emerald Bay, sul lago Tahoe.

## Il lago Tahoe nella cultura di massa
- Il lago è menzionato nel film del 2009 La dura verità, e in quello di Tim Burton del 1996 Mars Attacks! e viene spesso citato nella serie TV The Mentalist (2008-2015).
- Il lago è il luogo dove si trova la maestosa villa della famiglia Corleone nel film Il padrino - Parte II di Francis Ford Coppola del 1974.[4]
- La cantautrice inglese Kate Bush gli dedica una traccia (Lake Tahoe) del suo album 50 Words for Snow.
- È il luogo dove si trova l'hotel in cui è rintanato Buddy "Aces" Israel nel film del 2006 Smokin' Aces di Joe Carnahan.
- È teatro di una vicenda a fumetti che vede protagonisti Tex e i suoi pards all'inseguimento del loro acerrimo nemico Mefisto, nell'albo n. 741 intitolato Sierra Nevada.
- Prende il nome da questo lago la Chevrolet Tahoe.
- macOS 26 prende il nome da questo lago, appunto macOS Tahoe[5]